# Saint-Mard (Aisne)
Saint-Mard település Franciaországban, Aisne megyében. Lakosainak száma 116 fő (2022. január 1.). Saint-Mard Courcelles-sur-Vesle, Cys-la-Commune, Dhuizel, Pont-Arcy, Soupir és Viel-Arcy községekkel határos.

## Népesség
A település népessége az elmúlt években az alábbi módon változott:
| Lakosok száma | 123  | 81   | 87   | 120  | 109  | 109  | 112  | 114  | 115  | 116  |
|               | 1968 | 1982 | 1990 | 2006 | 2013 | 2015 | 2017 | 2019 | 2020 | 2022 |